# York Meetinghouse
York Meetinghouse je kvakerská modlitebna v Yorku v Pensylvánii. Je umístěna na 134 West Philadelphia Street. Modlitebna je nejstarší náboženskou stavbou ve městě.
Byla postavena v roce 1766 a rozšířena v roce 1783. Stavitelem by farmář a zedník William Willis. Původní stavba byla zděná, se sedlovou střechou. Přístavek téměř zdvojnásobil velikost budovy. Dům se stále používá pro pravidelné bohoslužby.
V roce 1975 byl objekt zařazen do National Register of Historic Places.